# 絶対可憐チルドレンの登場人物
絶対可憐チルドレンの登場人物（ぜったいかれんチルドレンのとうじょうじんぶつ）では、椎名高志の漫画作品『絶対可憐チルドレン』に登場する人物について詳述する。
この作品の登場人物の名前は源氏物語の登場人物やその関係者から取られていることが多い。これについて著者は、「源氏物語は名前をイチから考えるのがめんどくさいので引用元にした」、「読み切りの時点で主要人物が6人もいたし、何か共通のイメージがあった方がいいかと思ってやってみたら、これがなかなか語感が良かった」からだと述べている。
作品内で時間経過があるため、最初10歳（小学4年生）だったチルドレンも、第10巻7th sense以降は小学5年生、第15巻10th sense以降は小学6年生、第16巻3rd sense以降は中学1年生、第29巻5th sense以降は中学2年生、 第40巻1st sense以降は高校1年生になっている。

## B.A.B.E.L.
- 各エスパーチーム
  - ザ・チルドレン（明石薫、野上葵、三宮紫穂、皆本光一）
    - ザ・スリーピング・スノーホワイト
    - ザ・イクスプロレイター
    - シャドウ・オブ・ザ・チルドレン

  - ザ・ワイルドキャット
  - ザ・ハウンド
  - ザ・ダブルフェイス
  - 笹目4姉弟（ザ・リドル・ウィメン&ザ・リトル・マイス）
- 桐壺帝三、柏木朧

## P.A.N.D.R.A

### リーダー
兵部 京介 （ひょうぶ きょうすけ）
声 - 遊佐浩二、井上麻里奈（幼少期・『チルドレン』アニメ版）、平野綾（幼少期・『THE UNLIMITED』）
1930年04月15日生まれ。星座は牡羊座。血液型はO型。身長172センチ、体重56キロ。スピンオフ作品『THE UNLIMITED 兵部京介』（以下『THE UNLIMITED』）の主人公。
パンドラの首領で、多数の能力を持つ強力なエスパー。2010年現在実年齢80歳だが、超能力でテロメアをコントロールし若い肉体を保っている。作者によれば兵部は皆本と対になるキャラクターで、ユングでいうところの「シャドウ」とのこと。
能力
超度不明の複合能力者。念動・精神感応・瞬間移動・催眠・生体制御・発火能力といった多くの能力を持ち、いずれも高い超度であるが、正確な種類や超度は不明。陸軍特務超能部隊として能力の訓練および強化を受けているとともに、目の前で死んでいった戦友の能力をテレパシーによって受信し、自らのものとしている。額に銃撃を受けたショックで能力が常時暴走状態となっており、受信した複数の能力を覚醒させるとともに、超能力の念波周波数をある程度コントロールできるようになっている。これによりECMや能力測定が通じない。
性格
普段は飄々・策士然としているが、その実、大人気なく短気。パンドラのメンバーからは慕われているものの、同時に年甲斐もなく無茶ばかりしたり気まぐれな行動を見せることから、不安がられたり呆れられたりすることもある。また冷酷で残忍な一面も持ち合わせており、気に入らない者は自分と同じエスパーであろうとも平然と殺害する。そのため、兵部を憎み嫌うエスパーも数多く存在する。ノーマルに裏切られて殺されかけた過去をもち、ノーマルに対しては敵対的な言動を厭わない。
基本的には学生服姿であるが、これはかつて超能部隊の仲間の葬儀の際に喪服として借りて着用したのが由来である。作者によれば、永遠の少年のシンボルでもある。
破壊の女王（薫）、光速の女神（葵）、禁断の女帝（紫穂）という異名を名付けた人物であり、自らも「銀髪の貴公子」と称しているが、周囲（敵・味方問わず）からは「ロリコン」「変態」「おかっぱ頭」「じじぃ」「ストーカー」呼ばわりされている。薫からは「京介」と名前で呼ばれる（アニメ版では途中まで「兵部さん」と呼ばれていた）が、このことが兵部に心酔するパンドラメンバーの嫉妬を煽っている。
対人関係
チルドレンに対しては極めて友好的に振る舞う。特に薫については、超能部隊に所属していた少年時代に未来予知の一環としてその姿を観て以来、憧憬の念を抱いている。
一方、ザ・チルドレンの指揮官である皆本やその同僚の賢木には嫌がらせや口撃を厭わない。特に皆本についてはかつて自分を裏切り射殺しようとした上官へのイメージを重ねており、高校生になった薫もそれに気づいている。
蕾見不二子は兵部にとって姉のような存在であり、少年時代は頭が上がらなかった。戦後は思想を違え、命のやりとりを厭わないほどに対立していたが、黒い幽霊との対立以来、協力関係も構築している。
目的
ノーマルに疎外されたエスパーたちを解放しエスパーの楽園を作ると標榜しているが、どこまで本音かは疑わしい。
伊-八号の脳を用いて未来を予知しており、彼もまた上記の理想のために未来を変えることを目的としている。そのために「黒い幽霊」を排除して未来における戦争の主導権を握るとともに、薫を始めとするチルドレンメンバーを引き込んだ上で薫をパンドラの女王とし、全エスパーの救世主にしようと動いている。
過去
超能力研究者の父（声 - 堀内賢雄）とエスパーの母の間に生まれるが、母は父の実験の失敗で超能力を暴走させて死亡、それを悔いた父は「超能力は人を不幸にする」と考え、兵部の能力を悪用されぬよう共に大陸に移り住む。1937年、父の病死に伴い日本に帰国、父の大学時代の友人で同じく超能力研究者だった蕾見男爵（声 - 星野充昭）に引き取られ、不二子の弟分になると共に、バベルの前身となる陸軍特務超能部隊にわずか7歳で入隊する。この時代に、グリシャムの乗った戦闘機を撃墜し、彼の超能力覚醒のきっかけを与えた。
回収された伊-八号の脳から未来を予知し、兵部がエスパーを率いて破壊者となることを知った超能部隊隊長の早乙女英治は、蕾見邸において兵部を銃撃。しかし眉間を撃ちぬかれたにもかかわらず奇跡的に助かった兵部はその場で隊長や特務超能部隊の幹部たちを惨殺（『THE UNLIMITED 兵部京介』では早乙女は現代まで生き延びた設定）。信じていた祖国や上官に裏切られたことで、ノーマルに不信と憎悪を抱き、同じようにノーマルに迫害されたエスパーを集め、パンドラ結成に至る。
現在
エスパー犯罪史上最悪の人物としてその存在は外部に秘匿され、皆本は桐壷から聞かされるまでは存在を知らなかった。バベル本拠地地下の犯罪エスパー収容施設に収容されていたが、記録を残さず何度も外に出ており、施設にいたのは隠密活動に都合が良かったからに過ぎなかった。
パンドラ関係者から「少佐」と呼ばれているが、これは戦時中の階級が表向きの戦死により二階級特進したもの。
80歳を超えているにもかかわらず超能力によって若い外見を維持しているが、それにも限界が見え始めており、大量の服薬がないと維持も不可能となっている。
チルドレンの中学2年進級直前、フェザーと共に「黒い幽霊」に攻め込みギリアムと対峙するが、重傷を負い、フェザーに自分のバックアップを残した後自分の肉体が利用されないよう虚数空間に瞬間移動し生死不明になる。しかし、数か月後のチルドレンとユーリの戦闘中、京介を介して帰還を果たす。
高校生編では薫たちの高校の生徒会長の座に収まり、何かを目論んでいる。
未来
予知された未来では、「黒い幽霊」に攻め込んだ時にユーリの手に落ちたことがフェザーによって回想されている。

### 幹部
パンドラの発足に携わった初期メンバーと思われる3名。3名は同じ紛争地域 で育ち、幼少の頃に兵部に拾われた過去を持つ。皆本とチルドレン同様、こちらも「それぞれバビ●二世・ロ●ム・ポ●イドン・ロプ●スのイメージ」であると原作者はコメントしている。なお、「THE UNLIMITED 兵部京介」の放送に伴いこの3人のプロフィールが明らかになった。
真木 司郎（まぎ しろう）
声 - 落合弘治、比嘉久美子（幼少期）
03月11日生まれ。星座は魚座。血液型はO型。身長186センチ、体重82キロ。
パンドラの幹部の1人。初登場時26歳、超度6の合成能力者で、能力で炭素単結晶繊維を精製し、自在に操ることができる。いつでも使えるよう炭素を蓄積しておくために長髪としている。しかし通電しやすい炭素を使用している為、電撃に弱い。
幹部の中では一番年上でリーダー格。兵部の補佐を務めることが多く、パンドラの事実上の副官であるが、同時に兵部の気まぐれに振り回される苦労人でもある。また常識人で兵部を叱責できる貴重な人物。戦闘能力も高く、単独で不二子やチルドレンをあしらえるほどの実力者である。
外見については葉から「炭素繊維を取ったらハゲ」と言われたこともあるが、実際は短髪のさわやかな好青年風である。
加納 紅葉（かのう もみじ）
声 - 千葉紗子（『チルドレン』アニメ版） / 大原さやか（THE UNLIMITED）
01月05日生まれ。星座は山羊座。血液型はO型。身長180センチ、体重53キロ。
パンドラの幹部の1人。初登場時21歳、テレポート基本の合成能力者で、空間を一部固定することができる。それを応用して相手の動きを封じたり、薫の超能力を使ったパンチを容易く止めるほどの怪力を使うことができる。
空爆で家族を失ったショックから超能力に目覚め、殺されかかっていたところを真木と兵部に助けられた。
固太った中年オヤジ萌え属性持ち。桐壷が好みのタイプであり、真木にはもっと老けて太ってほしいと考えている。
藤浦 葉 （ふじうら よう）
声 - 羽多野渉
生年月日及び星座は不明。血液型はB型。身長177センチ、体重64キロ。
パンドラの幹部の1人。初登場時17歳。念動力ベースの合成能力者で、振動波を操り、物体を破壊する攻撃を得意とする（特に声を媒介した場合、岩をも粉砕する破壊力を出せる）。応用すれば浮力を得たり温度を上下させたり、遠距離での会話や周辺の探索をすることができる。
幹部の中では最年少で、子供の頃は一番の甘えん坊で、兵部が傍に居ないと泣き出して超能力を暴走させており、紅葉や真木を散々苦労させていた。兵部のことをジジイと呼び、常にタメ口で会話するが、彼のことを人一倍慕っている。
本拠地の客船カタストロフィ号で暮らす幼い子供達の良きお兄ちゃん的存在で、よく一緒に遊んでやっている。パンドラの仲間のことは大切にするが、敵に対しては非常に攻撃的。チルドレンが未来のリーダーとなることに納得していない為、彼女達への態度も厳しく、傷つけることも躊躇しない。

### 構成員
桃太郎（ももたろう）
声 - 釘宮理恵
大日本帝國軍超能力研究員によってエスパーへと改造させられたモモンガ。空気の塊を誘導弾として使用するなど高い戦闘力を持ち、精神感応能力で人間と会話も出来る。他にも予知能力も持つ。大好きなのはヒマワリの種。
元々はペットとして研究所で飼われており研究員に育てられていたが、ある日突然改造されたことから人間を憎んでいた。
戦後数十年経って発見された軍研究施設の冬眠カプセルから脱走したはいいが、力尽きて倒れていた所を薫達に拾われる。薫によって「桃太郎」と命名された。裏切られたと勘違いし薫達にも一度襲い掛かったが、乱入してきた兵部によって落ち着き、最終的には彼に引き取られた。兵部や澪としばしば一緒に行動している。
モデルは、『光速エスパー』に登場するリスに似た宇宙人のつもりであったが、これは『宇宙少年ソラン』との混同であったと作者はコメントしている。
アニメ版では、最初から兵部と共に登場。彼の手により冬眠から目覚めたようだが、度々立場をわきまえない発言をする。初登場回は夜中に散歩に出かけていた時に、事故で記憶喪失になった際のエピソードに変更された。
筑紫 澪（つくし みお）
声 - 釘宮理恵
瞬間移動能力者（テレポーター）で超度は未出。ザ・チルドレンと同年代の少女。
体の一部のみをテレポートさせる部分テレポート、物体を透過するテレポートを得意とする。その能力を最大限に発現させた時には、自分の身体を素粒子レベルで分割して、複数の個体に分身する事ができる。その能力はザ・チルドレン3人を軽く手玉に取るほど強力だが、負担が大きいため高いレベルの相手だと分身が暴走することがある。その場合冷静さを欠くと分身に意識を乗っ取られる危険性を孕む。
兵部に保護されるまではひどい境遇で育ったことが示唆されている。そのため、自分を拾ってくれた兵部を慕っている。
作者曰く薫の将来に重要な影響を与えるキャラであり、新たな未来予知図として薫が成長した澪と共闘する光景が描かれている。
初登場時は、廃屋でパンドラの他のメンバーとは別に生活をしていたが、ザ・チルドレンとの戦いを経て、兵部の言葉に従ってパンドラに身を寄せた。パンドラに合流するまできちんとした教育も受けていなかったため一般常識には疎く、空気がなくなったらどうして死ぬのか考えるのに時間がかかるほどだった。
中学生編では、清司郎の教育で小学生編よりも大幅に学力が向上しており、高校生レベルの試験問題も易々と解いてしまう姿を見せて薫を驚嘆させている。ロビエト連邦の国籍を取得後、チルドレン達の中学校にパティ、カズラ、カガリと共に転校してきた。
パティ・クルー
声 - 小林沙苗
元「黒い幽霊」メンバー。チルドレンと同年代の少女。体そのものを粒子に変えるテレポートベースの合成能力者。粒子のコントロールなら最強と自負する。薫とパンドラのメンバーによる強制解放を受け黒い幽霊の呪縛からは逃れるが、ザ・チルドレンの3人によるものではない不完全な解放だったため、敗北後の自滅プログラムまでは消されなかった。後に自滅プログラム解除にも成功、中学生編ではパンドラのエスパーとして元気な姿を見せている。また、モデル並にプロポーションが良く、一緒に風呂に入った澪やカズラが見惚れるほど。
自滅こそしなくなったものの生きる気力をなくしていた彼女を、パンドラはバレットやティムの件のデータを参考に、黒巻の能力等によって彼女を治療したが、その際に「くさった夢」ばかり見せられたことから、重度の腐女子としての自我に目覚めた。
玉置 カズラ（たまき カズラ）
声 - 加藤英美里
テレポート基本の合成能力者であるチルドレンと同年代の少女。体を触手のように変化させる空間変異を使い、触手は接触感応能力を使える（薫は簡単に切ってしまったが触手は普通は切れない）。髪を左のサイドテールにまとめている。カガリとは幼馴染である。かつて、カガリと共に「人間兵器」として武装勢力に利用されていた過去があり、エスパーを暗殺の道具に使う「黒い幽霊」には強い怒りと憎しみを抱いている。チルドレンが通っている中学校に4人揃って転校してきた。
火野 カガリ（ひの カガリ）
声 - 入野自由
念動力、発火能力、予知能力を持つ複合能力者でチルドレンと同年代の少年。熱風を操る戦闘が得意で、予知能力を使って相手の攻撃を先読みできる。しかし、腕っぷしは非力で東野曰く「俺より弱い」。カズラとは幼馴染。
澪らと共に薫達の学校に転入してきた際、ファントムの策略で危うく超能力での喧嘩をやりかけたが東野の介入で難を逃れた。そのときのノーマルである東野の行動に感じ入り、積極的に交流するようになる。
「火」の属性を持つ為に「水」に極端に弱く、プールのような大量の水が存在する場所に入る事は、命の危機に晒されるほど相性が悪い。
マッスル 大鎌（マッスル おおかま）
声 - 三宅健太
本名は「大鎌 増夫（おおかま ますお）」。筋肉質のオカマでハードゲイ。無生物・生物（自身も含む）を問わず、物質を硬質化・時間凍結（生命機能は維持したまま）させる能力を持ち、へその下の丹田（描写上は股間）からフルパワーで硬質化エネルギーを放出するビッグマグナムを必殺技とする。兵部にはその外見・能力から、本名をもじった「マッスル大鎌」や「鋼の錬筋術師」など、様々な通称を与えられている。
その素顔は非常に凛々しい美男子で、必要に迫られて常識的な服装をした際は行く先々で女性の視線を釘付けにしている。実務能力も非常に高く、ロビエト連邦国籍取得後は、マスール・オカマノフを名乗り、駐日ロビエト連邦大使に就任し来日。外務大臣との会談をこなしたり、日本政府との海底油田の採掘権をめぐる交渉の末譲歩させたりするなど、大使としてもその能力を遺憾なく発揮している。真木に次ぐ常識人で人格、実力、人望からいえば組織の№2になってもおかしくないのだが、普段の変態的言動や趣味のせいで上に立てないことを幹部達は残念がっている。
過去に某国で、ガソリンを盗もうとした少年の真木をビッグマグナムで拘束した際に、少佐から「マッスルは下品な冗談とイケメン・美少年が好きでむやみにテンション高いけど・・悪人でも変態でもないよ。安心しろ」と紹介されている。
ヤマダ・コレミツ
声 - 三宅健太
精神感応能力者（テレパス）で超度は未出。澪と行動を共にする大男。フランケンシュタインの怪物のような容姿をしている。
かつては傭兵だったが、負傷により精神感応の受信能力を失い、用済みとされたところを兵部に拾われた。ただし精神感応の送信能力は健在（作中の彼のセリフは全てそれによるものである）のため、相手が普通に喋ってくれればコミュニケーションにはさしたる問題はない。通常会話はしないので「無口」ではあるのだが、精神感応では結構口うるさい（単に注意される兵部に問題があるだけとも言えるが）。後に「さぷりめんと」にて能力のリハビリのため話さないだけで実は話せることが判明する。
中学生編では他の主要メンバーとは別行動をとり、紛争地帯で戦場カメラマンをしつつエスパー保護活動を行っている。
幼少の頃は桃色の髪を持つ美少年だったが、その写真を見て誰一人彼と判断できず、正体を聞かされた全員が仰天するほど姿が変わっている。
九具津 隆（くぐつ たかし）
声 - 相馬幸人
テレパス基本の合成能力者で超度は未出だが、高超度の能力者である。人型の依代に意識を焼きつけて念動で操ることができる。一度に数十体もの人形の操作が可能で、しかも、その動作は人間とまったく見分けがつかないほど自然。また、人形内部に武装や特殊装備を仕込み、これを操作することも可能。趣味も人形集め。初登場時21歳。
バベル所属であったが、パンドラのスパイだったことが皆本と賢木により発覚した。オタク男で、自ら作り上げたメイド姿の人形・モガちゃんに絶対の自信を持っていたが、ザ・チルドレンに破壊され逮捕。犯罪エスパー収容施設に収容されるが、兵部の手助けにより脱獄する。
アニメ版では、当初からスパイとして設定されていた原作とは違い、最初は見た目どおりのただのオタクで気弱な人物だった。しかし存在感が非常に薄く、忘れられることもしばしばで、落ち込んでいた所を兵部に付けこまれ、自分を評価してくれた彼に傾倒し、バベルの内部情報を漏らすようになる。その後、半ば自業自得とはいえ薫によってあらぬ冤罪をかけられ、バベルの面々に非難され想い人も賢木に取られたことで激怒、スパイ容疑を賢木に擦り付け、殺そうとするが失敗。逮捕後兵部により脱獄し、パンドラに加わる。
謎の天才原型師「Mr.9」の名前で様々なフィギュアを製作、販売しており、その事実を知った影チルの二人の尊敬を勝ち得た。
フェザーに体を与えるためのレアメタル結晶体を提供する。
黒巻 節子（くろまき せつこ）
声 - 渡辺明乃
テレパス基本の合成能力者で、超度は未出。初登場時19歳。かつてはバベルの特務エスパー訓練生であったが、ものぐさな性格かバベルの任務をめんどくさいと感じて離反し、パンドラに合流した。バベルでのコードネームは「ドリーム・メーカー」。
夢を操る、より正確には脳内に擬似装置（シミュレーター）を植えつけることができる能力。一度能力を仕掛ければ、相手が自分で装置を動かすので以後テレパシーを送る必要は無い。写真や絵を媒介とするため、念写も得意。
九具津と同じく一度は捕らえられるが、その直前に自分自身に対して能力を使い、眠りの世界に逃げ込んでしまった。後に兵部の力で強制的に脱獄させられる。
「さぷりめんと」でナオミに対抗する為にバベルの広告ポスターのモデルになっていた事や、自費でCDを出していた過去が暴露されている。
エレキ・照（エレキ・てる）
声 - 銀河万丈 / 金光宣明（ゲーム版）
電磁波義兄弟の兄。電波と磁気を操って通常の放送回線を乗っ取り、海賊放送（非合法組織の宣伝）を請け負うプロ。
他人の思考（脳内を流れる電気信号）を乱す「毒電波」を使う。または光を操って幻影を見せることもできる。
その能力で一度は皆本を毒電波の餌食とし、マグ・熱人と共闘する事でチルドレンを苦戦させたが、自分の能力を反射され自分が毒電波の餌食となる。
マグ・熱人（マグ・ねっと）
声 - 郷里大輔 / 羽多野渉（ゲーム版）
電磁波義兄弟の弟。エレキ・照同様、海賊放送を請け負うプロ。
他人の体を磁石にして鉄を吸い付かせる「マグネットコーティング」を使う。または光を操って幻影を見せることもできる。
その能力を使い、エレキ・照と共闘する事で一度はチルドレンを苦戦させるも、結果的には敗北。自分達の流した映像について民間人に訂正を述べさせられた後、連行されていった。

## 黒い幽霊（ブラック・ファントム）
黒い幽霊（ブラック・ファントム）
声 - 立木文彦
黒い幽霊のボス。もとは武器商人だった。妻が超能力の暴走で廃人となってしまったことから、超能力を強く嫌悪しており、これがブラック・ファントム設立の動機となった。人工的にギリアム・ユーリの2人の子を儲けたが、2人を道具としてしか扱っていない。人工子宮で人造エスパーを産み出す実験を各地で行っており、それらを完成させる為に様々なエスパーの遺伝子情報を集めていた。
高校生編ではギリアムに見限られ、催眠能力により意思を奪われた傀儡と化している。
ユーリ（ミラージュ / ファントム / 雲居悠理）
声 - 井上麻里奈
黒い幽霊の娘にして側近である少女。「黒い幽霊の娘（ファントム・ドーター）」のコードネームを持つ。ミラージュ・ファントム・雲居悠理の計3つの人格を持つ多重人格者で、一時期フェザーも彼女の中に憑依していた。
超度7、それも魔法使い級とも称されるほど強力な催眠能力者（ヒュプノ）であり、生物を発狂死させるほどの幻覚を見せることすら可能とする。その能力によって潜在的エスパーの能力をより強力に覚醒させるとともに、自我を封じ込めて黒い幽霊の操り人形へと変えてしまう。さらに周囲のエスパーの能力(催眠支配したエスパーなら完全に、支配下に置かずともある程度)を自らの能力であるかのように行使できる。エスパーとしての高い素質故に、父親からは重用されており、対して軽んじられているギリアムからは激しく憎悪されている。
中学生編では、主人格である「ミラージュ」とは別に、無意識に抱いていた黒い幽霊に対する反抗心が別人格「ファントム」として独立、チルドレンのブースト及び強制解放の解明と、薫を手中に収めることを目的として来日。普段は模擬人格「雲居悠理」として中学生活に溶け込み、裏では「ファントム」として特殊なコスチュームに身を包んで能力者を覚醒させ利用しながらチルドレンと対決する。
歴史の変革を狙うフェザーの干渉によってパンドラに正体が発覚、学校祭の日にパンドラ幹部らの襲撃を受け、兵部の手で「パンドラメンバーを圧倒する」幻覚を見せられた末、催眠を受け兵部の手に落ちた。その後は同じ運命を背負うエスパーとしてユーリの幸せを望んだ兵部によって、ミラージュやファントムといったユーリ本来の人格を、深層心理下に封印し意識的な活動を不能にされた状態で、日常生活を送ることになる。
後に3つの人格を1つに統合し、父への反逆を決意。催眠能力によって自分の記憶や生活していた痕跡全てを消し去り、「ファントム・トレイター」を名乗り抗争を開始する。ギリアムに捕らえられてしまうも彼女のことを思い出した薫たちの奮闘により救出され、「財団」に身を置くことになった。
高校生編にて日本に戻り薫たちと再会、「財団」からの出向扱いで「ザ・チルドレン」に加入する。薫に対する感情は友情を超えており、同じく薫に好意を抱いている松風には無意識下で対抗心を抱いている。
アニメ版では兵部らの前に姿を現すなど表舞台でも積極的に活動、谷崎や皆本の記憶を奪う等のバベルに対する報復活動を行う。顔を隠すマスクなどは着用せず、シスター服やゴスロリファッションを身に着けていた。洗脳を解くブーストを危険視してチルドレンの抹殺を敢行しようとするが、薫に接触して記憶を読み取った際に、薫がエスパーの救世主になる未来のビジョンを見た事で殺害を躊躇する。その後、ナオミに不意打ち攻撃を仕掛けられるも執念で立ち上がり、今度は皆本を殺そうとするが、チルドレンのブーストによって阻止される。この時に見たブーストの光に強く魅了され、最終話で薫達と同じ中学校に入学した。
ミラージュ
ユーリ本来の人格で、他の人格と区別する為に「ミラージュ」と名乗っている。ファントムとは意思疎通ができる。ファントムほど好戦的ではないようで、「影チル」を不意打ちしようとしたファントムを止めている。ナイの事は当初は道具と思っていたが、共に生活していく内に親愛の情を抱くようになり、彼女の頭部に爆弾が埋め込まれている事に強いショックを受けていた。また、抹殺命令を受けて自分に助けを求めてきたハンゾウも匿い、ナイの護衛を任せている。
ファントム
4つの人格では主に戦闘などを担当。ユーリの心の内に秘められた感情や本心が独立、別人格となって現れたもので、父親に強い反抗心を持つ。冷徹かつ好戦的な性格である。兵部との対決で一旦封印される。ずっと後になって復活するが、この際には好戦的な性格は姿を消し協力的な性格に変化している。
雲居 悠理（くもい ゆうり）
ミラージュがチルドレンに近づくために創り出した模擬人格。左利き。無意識下でミラージュの暗示や記憶操作を受け、操られているが、他の人格のときの記憶がなく、それにより精神感応で正体が知られることを防いでいる。中学でチルドレンのクラスメイトになり、ちさとや東野らと共に友情を育む。他の人格と違っておとなしい性格であり、また美少女に加え天然のドジっ娘であるなど、男子生徒達にも人気がある。時折ミラージュやファントムが入れ替わってチルドレン達を冷徹に観察している。
上述の通り模擬人格として作られたが、フェザー曰く、悠理はユーリから過去の辛い記憶を取り去った状態であり、「本当のあなた（ユーリ本来の人格）」であるとのこと。
名前は雲居の雁に由来。
ギリアム
黒い幽霊の御曹司で、ユーリの兄に当たる存在。自らもまたエスパーである。黒い幽霊の戦力とするエスパーの中では最も高価な存在とされており、念動力や催眠能力を持つ複合能力者であるのだが、ユーリと対照的に、エスパーとしての力は極めて弱く、人為的肉体改造や特殊な機器、人造エスパー達を使った補助等によって、半ば無理矢理自らの力を補っている。
一見微笑を絶やさない温厚な青年で、振る舞いも紳士的だが、その本性は残虐そのもの。自身を道具として扱う父、自身よりも優れる妹へのコンプレックスが高じて、自分以外の全てを憎んでいる。
高校生編では催眠能力で「黒い幽霊」を牛耳り、バベルやパンドラを内部崩壊させるべく攻撃を仕掛ける。
未来においては、兵部を自らの手中に収めるとともに、ユーリを生体部品として使用した『ファントム・システム』を起動し混乱を引き起こす、戦争の真の黒幕であった。また、兵部との戦闘の影響か、あるいは頭部に埋め込まれた爆弾によるものなのか、顔が醜く焼け爛れており、包帯で素顔を隠し、現代以上に人格破綻を引き起こしている。
テオドール
黒い幽霊の幹部。普通人。冷酷で残忍な性格をしており、エスパーを単なる殺しの道具として扱っている。ユーリやギリアムの事も道具扱いしており、人間らしい感情を見せ始めたユーリを見限っている。
高校生編では組織の実権を握ったギリアムの催眠を受け、脱衣癖のある開放的で陽気な性格に変貌する。
人造エスパー
黒い幽霊がギリアムのDNAを元に産み出したクローン。ギリアムの手駒として利用されている。テレパシーで指令を受け、ギリアムの命令には絶対服従し自爆も厭わない。
アレクス、デュマ、ペール
ユーリが日本を離れる直前に勃発した戦闘で解放されたクローンたち。ユーリがギリアムの手に落ちた後はパンドラに保護された。
名前はフランスの小説家アレクサンドル・デュマ・ペールに由来。

### 洗脳エスパー
ナイ
ユーリ以外の黒い幽霊に所属する催眠能力者により洗脳されたエスパーで、影を触媒とするテレポートベースの合成能力者で透視能力も持つ。8歳。チルドレンのブーストの生贄として用意された。洗脳が解けた時に爆発するよう仕掛けられたプラスチック爆弾が頭部に埋め込まれていた。ユーリのもとに来てからはユーリの催眠能力により黒い子猫の姿に擬態し、悠理のペットとして行動する。ユーリの中にいたフェザーに気づいていたのは彼女だけであり、ユーリの1人格としてフェザーの命令にも従っていた。ユーリが兵部との対決の後に悠理以外の人格を封印された際、ハンゾウと共にパンドラの保護下に入った。
フェザーが居た未来では死亡しているが、フェザーや兵部の干渉によって爆弾を除去され、その運命を免れた。一時は悠理に記憶を消され、「雲居奈衣（くもい ない）」として都内の小学校に通っていたが、悠理がギリアムの洗脳から解放されてからは共に「財団」に身を置いている。
OVA『〜愛多憎生!奪われた未来?〜』ではセリフ無しで登場している。
ニンジャ・ハンゾウ
現代風の忍者のような外見をしたエスパー。普段は仮面で素顔を隠しているが、素顔はユーリやナイが見惚れてしまうほどの美形で、外見は20代前半あたり。超能力以外にも（知識に偏りはあるが）本格的な忍術や武術を身に付けており、武器として手裏剣や忍者刀等も瞬間移動と組み合わせる形で駆使する。主に、諜報活動や黒い幽霊の情報漏洩を防ぐ為の暗殺を任務としている。
黒い幽霊の命令によって、レアメタルの情報をに漏らしかけた裏の世界の商人を口封じに殺害するが、その後不二子との対決に敗れる。自滅プログラムが起動せず、ユーリの下に逃れ匿われることになった。ユーリが学校に行っている間は、まだ幼いナイの護衛も兼ねている。執事喫茶でアルバイトをしており、パティに遭遇したこともあった。
ファントムにユーリのことを任されてからは、ナイと同じくパンドラと行動を共にしていた。一時はナイ同様悠理に記憶を消され、「雲居奈衣」の兄の「雲居半蔵（くもい はんぞう）」として暮らしていたが、悠理が洗脳から解放された後は「財団」のエージェントとして活動している。

## コメリカ合衆国

### ザ・リバティーベルズ
メアリー・フォード
声 - 千葉紗子
コメリカ合衆国の超度6の念動能力者（サイコキノ）。流体コントロールの天才。階級は中尉。初登場時19歳。
褐色の肌のナイスバディな美女。服装はウエスタン調を好み、勝気な性格。語尾に「〜デース」「〜マース」を付けた片言の日本語を話す。
チルドレンの事をよく思っていなかったが、合同任務の際に薫の「肉を斬らせて骨を断つサムライの心」（ただし内容はパンチラ）に触れて仲良くなった。
ケン・マクガイア
声 - 羽多野渉
コメリカ合衆国の超度6の遠隔透視能力者（リモートネス・クレヤボヤンス）。元カンザス州警察捜査官。階級は中尉。初登場時24歳。
片言の日本語を話す男。黒いコートとサングラスがトレードマーク。本人は知日家気取りだが、ざるそばの食べ方を知らなかったり、「電車には靴を脱いで乗る」「京都の人間は皆日本家屋に住む」と信じているなど日本の文化を間違って理解していたり、萌えフィギュアを日本人形だと思っていたりと、メアリー同様日本文化を勘違いしている。
J. D. グリシャム
声 - 菅生隆之、櫻井孝宏（青年期・アニメ版）、三宅健太（青年期・ゲーム版）
コメリカ合衆国の超度7の精神感応能力者（テレパス）。合衆国在日エスパーチーム「ザ・リバティーベルズ」のリーダー。階級は大佐。
テレパシーを使った合成能力によって、近くにいる他のエスパーの能力を自分のもののように使う事ができる。そのため「エスパーキラー」と呼ばれている。常に冷静沈着で話術にも長け、「こんな○○を知っているかね!?」で始まる話（主に悲しい話）をテレパシーで直接心に語りかけ、敵の戦意を喪失させる戦法を得意とする。
戦時中に搭乗していた爆撃機が日本上空で兵部に撃墜され、脱出したものの負傷し、日本人の少女・小夜に助けられた過去がある。それから数十年後、老い先短い彼女にダム湖に沈んだ故郷を見せるため脱走騒ぎを起こし、薫とメアリーを挑発して能力を出させた。その後脱走の件は兵部が細工してもみ消され部隊に復帰した。兵部とは戦時中に初めて会い、操縦していた戦闘機を彼に撃墜された際に頭部に傷を負ったことがきっかけで能力が目覚めた。その経緯から兵部のことは「エスパーソルジャー」と呼んでいる。

### その他
キャロライン・マッギー
声 - 名塚佳織
精神感応能力者（テレパス）。皆本、賢木のコメリカ時代の友人。原作ではファーストネームのみだが、アニメ版ではファミリーネームが付与され、かつ軍階級が設定されて大尉の職にある。
基本的に使えるのはテレパシーのみだが、他にも眠っている力があったため、学費免除の代わりに能力を人為的に引き出す実験に参加。眠っているサイコキネシスを電気刺激によって目覚めさせようとしたが、超能力中枢が新しく活動を始める時に、新しい人格を発生させ、本来の記憶とは別のネットワークを作ろうとした。この時に生まれたのがキャリーである。現在は元に戻り、長期間の宇宙生活が超能力にどう影響するかを調べるため月ステーションに旅立っていった。
原作では自分の中にいるキャリーの存在を知っており、キャリーが起きている時には意思の疎通も出来るが、アニメ版ではキャリーの存在を知らないため、意思の疎通もできない。また原作ではキャリーが眠った後、皆本と彼女は良き友人関係を築いたが、アニメ版では皆本を「皆本君」と呼んでいることから知り合い程度の付き合いでしかなかった。
キャリー
声 - 名塚佳織
前述の通り、キャロラインの実験によって生まれた人格で皆本の恋人。原作では念動能力者（サイコキノ）、アニメ版では複合能力者（テレポートを使用しているため）。キャロライン覚醒前頃には原作、アニメ版共にテレパスの力も使えるようになっていた。
当初は人見知りが激しく、知能も赤ん坊並みだったが、皆本に懐き、学習していくことで、わずか1か月の間にかなり成長した。また、皆本と初めてあったとき彼の後ろに守るための羽根を持った何らかの姿（見た目は薫に酷似するが、それが何かは今のところはっきりしない）を見る。本来は彼女の成長につれ、キャロラインの人格が復活し、キャリーと同化するとされていた。しかし、キャリーが皆本への気持ちと思い出を自分だけの物とすることを望んだため、結局同化はせずに現在はキャロラインの中で眠った状態にある。
このあとの展開が原作とアニメ版では異なる。
原作においては、月ステーションに行くために日本にキャロラインが立ち寄った時、彼女の力を借りて皆本に会うために思念体として出てきた。その後も起きることはほとんどないとはいえ、全く目覚めない訳ではないようで、皆本の携帯にこっそりメールを送ったりしている。
アニメ版においては、自ら意識を封じて眠りについていた（原作ではキャロラインの自然覚醒）が、キャロラインが月ステーションに発つ前に、皆本の後ろに見えた羽根を持った何かの正体を確かめるために覚醒し、バベルを襲撃して彼を連れ逃亡、グリシャムらコメリカの追手から逃れつつ2人きりの時間を過ごし目的も達成したために、今度はもう目覚めることのない眠りについた。
名前はスティーブン・キングの超能力を扱った小説「キャリー」に由来。「源氏物語から外国人の名前を引用するのは難しい」為とのこと。
クライド・バロウ
声 - 堀内賢雄
テレポートをベースとした複合能力者。ニユーヨーク出身の自称アーティスト。男性。
エスパー犯罪者で、念力で絵具を動かし世界遺産に下手くそな落書きをする確信的愉快犯。ボニー（女、声 - 松岡由貴）とコンビを組んでいるが、実はボニーも絵具の塊であり、腹話術で一人二役を演じている。口癖は「〜じゃな〜い」。京都で葵と戦い、敗れた。名前は実在した犯罪者コンビのボニーとクライドに由来。
アダム・ハミルトン
コメリカ合衆国の超度7の念動能力者（サイコキノ）。初登場時10歳（チルドレン中学1年時）。父は上院議員で、兄のチャールズはその護衛を務めている。
幼少期に母を鉄道事故で亡くし、その後で能力が開花した。しかし成長してから「幼い自分が無意識に能力を使ったせいで母が死んだのではないか」という疑念に駆られ、部屋に引きこもっていた。父の依頼により説得に来た皆本との触れ合いにより心を開き、トラウマが起因した能力暴走を経て過去から解放された。
チャールズ・ハミルトン
コメリカ政府のエージェントで、ハミルトン上院議員の息子、アダムの兄でもある。瞬間移動能力（テレポート）の使い手である複合能力者。父が弟のアダムを強く気に掛けていたことから、アダムに対し嫉妬心を抱いていたが、父親が決してアダムのことしか愛していない訳ではない事も分かっていた。
ハミルトン上院議員
アダムとチャールズの父親で、コメリカ政府の上院議員でもある。一見真面目そうに見えるが、その実態は桐壺並の親馬鹿であり、二人の息子達を溺愛している。妻の死を機に心を開かなくなってしまったアダムの将来を心配しており、コメリカ政府がアダムを見捨てる姿勢に出たことから、皆本がアダムの説得に失敗した場合は、パンドラの兵部にアダムを保護してもらう裏取引も辞さなかった。

## インパラヘン王国
バトゥラ17世
声 - 小野大輔
インパラヘン王国の皇太子。セラと恋愛関係にあるが、マサラに反対されるため、彼女と戦わせるためにチルドレンを呼び寄せた。マサラを「クソババァ」と呼び、愛するものと結ばれる為ならあらゆる手段を行使するべきだと考えており、マサラとチルドレンの決闘の場に軍隊を潜ませていた。最終的にマサラが敗北した事でセラと結ばれる。中学生編では非常な子宝に恵まれている。
セラ
声 - 生天目仁美
超度7の接触感応能力者（サイコメトラー）で巫女。7歳年下であるバトゥラと恋愛関係にあるが、接触感応の超度の高さゆえにマサラに肉体を支配され、彼との結婚を許してもらえなかった。マサラとチルドレンの戦いの末に婚姻が許され、バトゥラと結婚。子宝に恵まれ、なおも子作りに励んでいる。
マサラ
声 - 生天目仁美（セラの肉体を借りているため）
高超度の接触感応に加え、念動能力で作り出したチャクラムを操る複合能力者。第二次世界大戦以前から生きていた先代の巫女で、本人は20年前に死亡しているが、レアメタルに残留思念として残っている。不二子とは戦時中からの友人。背中が性感体で、触れられると悶絶する。戦時中の伊号の予知によると、生涯独身だった模様。現代では現役の巫女であるセラに憑依して行動することができる。
古風な考えの持ち主で、バトゥラとセラが7歳の年齢差があることなどを理由に2人の結婚を許さず、チルドレンと決闘する。豊富な実戦経験と歴代の巫女達の力を駆使してチルドレンを苦しめるが、セラの説得に巫女達が折れたのと薫に性感体を刺激されたことで敗北する。戦いの後、チルドレン達の未来を心配していた。

## 大戦中の人物
ヨハネス・ファウスト
超度7の念動能力者。戦時中のドクイツ帝国の超能力兵士で、実年齢こそ11歳だが、超能力によって成長を促進しており青年の姿をしている。
インパラヘンで兵部たち超能特務部隊の面々と知り合う。ファシストで、ドクイツの指導者に心酔しており、忠誠の証として頭部に機械を埋め込んでいる。伊号の予知では、その忠誠心の深さゆえに戦争末期に指導者の後を追って拳銃自殺することになっていたが、未来を変えられないという伊号の諦めから、それが本人や兵部に伝えられることはなかった。
マサラ

J. D. グリシャム

### 陸軍超能特務部隊
早乙女 英治（さおとめ　えいじ）
声 - 四宮豪（『チルドレン』アニメ版） / 森功至（THE UNLIMITED）
バベルの前身である『大日本帝国陸軍特務超能部隊』の隊長であったノーマルの軍人で、不二子や兵部の上官でもあった人物。階級は大尉（後に大佐まで昇格）。1938年に部隊を結成、同時に兵部と不二子を勧誘する。優秀な指揮官として兵部らに信頼されていた。しかし、大戦末期、回収した伊八号の脳を使い、日本の敗戦と復興そして兵部がエスパーを率いて世界を破滅させる未来を知ると、兵部を占領軍に知られる前に抹殺しようとし、返り討ちにされる。
『THE UNLIMITED』では戦後も存命であり、一命を取りとめ終戦直後にGHQの手引きによって合衆国に渡りUSEI（合衆国ESP捜査局）創設に関わる。アンディ・ヒノミヤをスパイとして送り込み伊-八号の脳とユウギリを奪取しノーマン市長暗殺を実行しようとするも失敗、その後兵部によって全ての記憶を消される。
宇津美 清司郎（うつみ せいしろう）
声 - 坪井智浩
紙と文字を操る合成能力者。伍長。兵部や不二子のかつての同僚で故人。戦時中は情報分析と暗号解読のプロとして活動していた。温和な性格で女性と間違えられるほど髪が長い。
大戦末期に他の仲間達と共に謀殺されるが、生前に書いた日記などに残された残留思念は未だ健在で、パンドラではうち一冊を澪など未就学の子供達の教育に利用している。また、旧蕾見男爵邸には軍部に対する不満などの日頃の鬱憤（危険に身を投じる不二子や兵部への心配事も含む）が綴られた日記が隠されており、こちらは日記の内容を反映したやや凶暴な性格になっている。
志賀 忠士（しが ただし）
声 - 小松史法
電気制御と念動能力を併せ持つ複合能力者。曹長。落ち着いた物腰の好青年。電気刺激による傷の治療もこなし、主将としてのまとめ役も担っていた。
本編で描かれたゴーストラリア北東のネオブリテン島付近の海で行われたコメリカ軍の機動部隊との戦いでは、早乙女英治隊長の考案した攻撃機への空中給油作戦を実行に移したり、敵の戦闘機を奪って利用するなどの活躍を見せたが、コメリカ側の戦闘機パイロットの不意打ちを食らい、陸軍超能特務部隊における最初の戦死者となった。
その後行われた彼の葬儀は、兵部京介の主張により家族葬という形で行われた。なお、このときに自分の喪服を持っていなかった兵部は夏見からもらった学ランを着用して式に参列している。
菊池 カンジ（きくち カンジ）
声 - 里卓哉（THE UNLIMITED）
発火能力者。上等兵。筋骨隆々のゴツイ大男ながら、愛嬌のある性格・顔立ちをしている。
芥 リュウ（あくた リュウ）
声 - 小山剛志
瞬間移動能力者。上等兵。細身の長身にサングラスをかけていて、言葉はどもりがち。
名前は小説家の芥川龍之介に由来。
夏見 イワオ（なつみ イワオ）
声 - 金光宣明（THE UNLIMITED）
伊賀忍者の末裔で、精神感応・幻視能力者。伍長。敵に幻覚を見せる（心に直接幻影を送り込む）ことを得意とする。性格は軽い。
宿木 明夫（やどりぎ あきお）
声 - 箭内仁
明の先祖。伍長。宿木家伝来の能力で、精神感応の変形発動によって他個体に意識を乗り移し、自由に操ることができる。
犬神 初（いぬがみ はじめ）
声 - 峯暢也
初音の先祖。上等兵。犬神家伝来の能力で、念力、催眠、遠隔透視、予知を組み合わせ、自らの体および身体能力を狼に変身させる。
伊-八号（い-はちごう）
声 - 江口拓也
高超度の予知能力を持つイルカ。コメリカ出身で、偶然予知能力を与えた研究者達からは「ラプラスのイルカ」と呼称されていた。兵部がまだ幼い頃、同じくエスパーである伊-七号（脱走中にコメリカ軍の追撃を受け死亡）、九号と共にコメリカから脱走し日本に亡命しており、戦死後もその脳は陸軍超能特務部隊に回収されたが、兵部が持ち去り、現在ではパンドラが保護、利用している。
人間の予知能力者と違って、観測者効果さえもフィードバックさせた高度な予知が可能であったのだが、九号からは遠い未来よりも身近な仲間を守るべきだと反対されていた。そして、自らの予知能力が原因で、観測した未来を確定事項にしてしまい、それを知らされた者が改変させる為の可能性を模索しようとしない負のパラドックスも生み出してしまう事になり、結果的に自身の予知を見てしまった早乙女が、兵部を裏切って殺そうとする事態にも繋がってしまっている。これ以上負のパラドックスを生み出さない為にも、八号自身も予知を覗かれるのを拒んでいたのだが、既に予知を見てしまった兵部や不二子、フェザー等は知らずにはいられない状態となり、現在までに至っている。
兵部と出会う前から、後に起こる出来事（日本の敗戦、超能特務部隊の全滅、兵部の未来、薫がエスパーの女王となること）を予知していた。また、自身の予知によって、兵部は皆本や薫の事を事前に知っていたが、現在における数々の行動の結果、元々の予知から少しずつ変化し始めていることが示唆されている。
中学生篇の終盤、未来が改変されたかどうかを見定めようとした兵部とフェザーによって、自身の脳がB.A.B.E.L.のスーパーコンピューターと予知システムに接続された結果、脳の残骸を依代にした『遺言』が出現。自らの予知能力によって、白紙であったはずの未来を汚してしまった事を強く後悔し、白紙に戻す為に邪魔な存在としてフェザーに攻撃を仕掛けるが、それを庇った兵部に阻まれる。しかし、本当に望んでいたのは、確定された未来を生み出してしまう自分自身を破壊させる事にあり、最後はフェザーを兵部に託し、完全に機能を停止した。
『THE UNLIMITED』では、バンドラの拠点であるクルーザー、カタストロフィ号（クイーン・オブ・カタストロフィ）の頭脳となっており、乗組員達の念波をひとつにまとめることで空中移動や空間移送など船のさまざまな機能を司っている。
伊-九号（い-きゅうごう）

蕾見 不二子（つぼみ ふじこ）

兵部 京介（ひょうぶ きょうすけ）

## チルドレンの学友達
花井 千里（はない ちさと）
声 - 福原香織
超度2の精神感応能力者（テレパス）。小学校時代はショートカットであったが、小学校卒業時には髪を伸ばしている。
薫たちが転入した区立六條院小学校のクラスメイトで、中学生になっても同じ学校で通う。リミッターをつけ、普通の人間と共に生活している。
薫達とはエスパー同士ということで親友になる。東野将と両思い中である。名前は花散里に由来。
薫達が超度2以上の能力を持っているのではないかと密かに思っているが、その度にはぐらかされた（あらかじめ用意されたセリフを棒読みされる）ため、現在では彼女らの機密に触れそうになると条件反射的に思考を停止するようになってしまった。
東野 将（とうの まさる）
声 - 佐藤利奈
薫たちのクラスメイトで、同じ小・中学校に通っている。中学の現在は12歳。千里の幼稚園からの幼馴染で彼女を名前で呼んでいる。名前は頭中将に由来。
千里の家の近所に住み、母親同士が子連れで買い物をするほど仲が良い。千里がテレパス能力で自分の心を覗いてしまったことを知って以来、エスパーに対して否定的となっていた。ザ・チルドレンと出会った当初は薫とも対立していたが、拳での決闘で相討ちになったことで彼女との間に友情が芽生え、千里とも和解した。
エスパーに理解を示す彼は中学校に転校してきたパンドラメンバーにも普通に接しており、中でもカガリと仲が良く、一緒にゲームセンターで遊んだりしている模様。
すみれ、よしこ
声 - 菊池こころ（すみれ）、石嶋久仁子（よしこ）
薫たちのクラスメイト。ちさとと仲の良い女子。
エスパーを否定する暴言を繰り返した将を嫌味な奴だと批判していた。ちさとと東野が和解してからは、葵と紫穂同様、薫と東野のケンカを傍観している。
黒木 大（くろき ひろし）
声 - 三宅華也
葵のボーイフレンド候補。初登場時6年生で成績優秀。
極めて温厚な性格の持ち主で眼鏡をかけている。将来は宇宙開発事業団に入りたいという夢を持っている。
葵と二人でデートをするが、桐壺がこのことにやきもちを焼いて隊員を率いてデートを妨害した。17巻の「さぷりめんと」にて、葵とメル友として関係を続けていることが判明する。名前は火下と2人で髭黒大将に由来。
薫・葵・紫穂が特務エスパーである事を知る数少ない一般人。
アニメ版では葵に「いいお友達でいましょう」と言われて振られてしまった。
火下 省吾（ひげ しょうご）
声 - 中尾衣里
紫穂のボーイフレンド候補。サッカーが得意な初登場時5年生。
黒木と同じで、紫穂と二人でデートをするが、桐壺が妨害した。17巻の「さぷりめんと」にて紫穂のメル友ではなく支配下にあることが判明する（紫穂は、彼以外にも50人ほどの男子を支配下に置いているらしい）。
薫・葵・紫穂が特務エスパーである事を知る数少ない一般人。
アニメ版では紫穂に「いいお友達でいましょう」と言われて振られてしまった。
河村 タケシ（かわむら タケシ）
声 - 小林由美子
超度3〜4の念動能力者（サイコキノ）。初登場時小学3年生。名前は竹河に由来。
バベルの定期健診によりESP潜在能力者であることが判明し、ザ・チルドレンによって能力を開花させた。能力発動後に増長しチルドレンと対立するも、偶然発生した大事故（アニメ版では「普通の人々」がわざと起こした）での人命救助活動を彼女達と共に乗り切り、和解した。
父親の武憲（声 - 松山鷹志）はエスパーの存在に警鐘を鳴らす著書もある大学社会学科助教授で「普通の人々」の支援者だったが、タケシがエスパーであることがわかってからは、タケシをバベルにあずけ、逆にエスパーの立場から警鐘を鳴らす側に考えを変えた親バカだった。

## チルドレンの血縁関係者
皆本夫人
声 - 大原さやか
光一の母。息子の光一を「コーちゃん」と呼び、賢木とも旧知。
明石 好美（あかし よしみ）
声 - 國府田マリ子
薫の姉。グラビアアイドル。
明石 秋江（あかし あきえ）
声 - 鶴ひろみ
薫と好美の母で女優。
桐壺は彼女のファンであり舞台の台詞を覚えているほど。
まだ小さかった薫を叱った時に、癇癪を起した彼女に怪我を負わされたことがある。ただし、好美と共に家族仲は良好。
総角 結介（あげまき ゆうすけ）
薫と好美の実父。終盤に登場。
野上 大作（のがみ だいさく）
声 - 四宮豪
葵の父。大阪出身。やや調子に乗りやすい一面がある。自宅は洋風の一戸建て。
かつて、事業の失敗やユウキの病気に忙殺され、幼い葵の寂しさに気付けなかった。そのことを幼い薫と紫穂に指摘されてショックを受け、反省。それ以来愛情を伝えるのに遠慮しなくなった。
野上 マリ（のがみ マリ）
声 - 山像かおり
葵の母。浪費癖があり、ストレスを散財で解消しようとすることがある。
野上 ユウキ（のがみ ユウキ）
声 - 比嘉久美子
葵の弟。昔は病弱だった。姉の葵の事を非常に慕っている。
三宮警察庁長官
声 - 中村秀利
紫穂の父。一見冷徹な人物に見えるが、常に娘の身を案じており、紫穂とは心が通じ合っている。
写真撮影が趣味で、警視庁の写真コンクールで金賞を取ったほどの腕前である。
三宮夫人
紫穂の母。紫穂の能力への適合努力の結果、思ったことを全て口に出す裏表のない性格になってしまった。

## その他の登場人物
フェザー
拡大化されたトリプルブーストを用いて未来からやって来たエスパーの意識と能力の集合体である。中心にいるのは薫だが、葵や紫穂、悠理の意識も含まれており、一時的にその姿で表に出てくることもできる。
能力は分っているだけでも念動力、瞬間移動、精神感応、生体制御を持ち、いずれの能力も強力である。
当初は記憶を失っていたが、ユーリの中に第4の人格として潜み、時々彼女の身体を支配して皆本とチルドレンに接触していた。その後、九具津の開発したマテリアルに移動し、バベルの地下組織に拘束されていたが、災害派遣で窮地に陥ったチルドレンを救うために長距離テレポートし、顔のない羽根の生えた女性の姿でチルドレンの前に現れた。その場で皆本の意識を読み取り、未来の薫（破壊の女王）の姿をとった。ただしこの姿はエネルギー消耗が激しいので、普段は鳥の姿をとり、皆本宅の巣箱に住み着いた。
様々な経緯を経て自らの素性と、真の目的が「未来を変えること」と「ユーリおよび皆本、チルドレン達を守ること」であると思い出し、本格的に行動を起こし始める。ユーリの活動に干渉し、少しずつ未来を修正していたが、黒い幽霊との対決に臨む兵部に同行するため一時的にチルドレンの前から姿を消す。兵部がギリアムとの戦いに破れた際に思念をバックアップとして取り込んだため、少年時代の兵部を模した姿となり、「京介」としてしばらくチルドレンと活動を共にしていたが、ユーリとの決戦の場で元の姿に戻り、悠理やブラックファントムの出自を皆本らに明かし、さらに悠理の解放のための支援を行う。この決戦後に未来が書き換えられたのを確認した後、未来を見届けると言い残して姿を消す。
京介（きょうすけ）
兵部がフェザーを構成するマテリアルに自らの思念をバックアップとして残し、フェザーが意識を眠らせた姿。まだ幼い頃の兵部の外見・性格を模しており（頭頂部から生えたアホ毛が唯一の差異）、薫のことは「女王（クイーン）」と呼び懐いている。大人になった兵部本来の人格も影響しているため自分と兵部のバックアップという存在に葛藤していたが、チルドレンや皆本たちが「兵部」としてではなく「京介」として接したことでバックアップである「兵部」にも影響を与えていく。
元はフェザーであるためその能力も保持しており、チルドレンとおそろいの制服（右腕に記されたコードナンバーは「C-00」となっている）を身に着けチルドレンのサポート役として行動を共にする。突如肉体がチルドレンより少し下か同じくらいの肉体年齢まで急成長した。
槍手（やりて）
皆本家とは古くから付き合いがある老女。皆本から「お見合いセッティングマニア」と評されるほど、お見合いを成立させる事に人生を賭けている。直観力にも優れており、ホテルの周りを包囲したパンドラに真っ先に気が付いた。皆本のお見合いが不成功に終わると柏木を次のターゲットに選んで、皆本の母と共に画策している模様。
若山 菜々子（わかやま ななこ）
皆本が小学生時代の元同級生。日ノ宮大学を卒業し、現在は家事見習い。小学校時代は皆本に恋心を抱いており、クイズを出し続けて彼の気を引いていたが、簡単に解いてしまうことを悔しく思い父親の書斎からフェルマーの定理を出した結果、皆本は新しい解を見つけてしまったためにコメリカ留学が決まり、離れ離れになるという結果になった。
皆本の見合い相手として槍手に紹介されるが、実は交際している相手がおり、その相談のために皆本との見合いの話を承諾した。
やまべ
声 - 大竹みゆ
薫たちが通っていた区立六條院小学校の担任教師。

## 「鏡の中のチルドレン」キャラクター
「鏡の中のチルドレン」は、53巻・54巻でザ・チルドレンの3人が伊号の補助で行った葵のブーストテレポート（正式名称はクアラドルブースト＋α マキシマムテレポート）でとんだ並行世界での物語の名称（なお、「KAREN」関連のキャラクターは、53巻以前から『さぷりめんとスペシャル』などで登場していた）。
53巻の背表紙では相対可憐リバースとも呼ばれる。

### 「KAREN」の世界
「KAREN」のいる世界ではB.A.B.E.L.もP.A.N.D.L.A.も存在しない。 「黒い幽霊」ならぬ「黒い騎士団」が活動し、環境保護団体などのバックアップで資金提供を受け出資者の意向に沿ったテロ活動をPsyマシン（衛星が“超能力エネルギー”を吸収する機械）を使って行っている。
「KAREN」
並行世界での主人公ポジションの3人組。全員女子で元の世界の皆本、賢木、兵部がモチーフ。
皆本ひかる
Level.7の念動力者（サイコキノ）。頭脳明晰で、皆本光一と同程度の頭脳を有していると思われる描写も。
カオルのことが気になる様子。
スージー・賢木
Level.7の接触感応力者（サイコメトラー）。遺伝子操作能力者（バイオコントローラー）を有しているかは不明。
悪戯好き。肌の色と名前からハーフと思われる。ショウが気にくわない。
兵部京子
Level.7の複合能力者（通称は不明）。お嬢さま口調で喋る。普段は冷静だがひかるのことは「お姉さま」と呼び彼女に対する愛は隠さない。
作中のセリフから、この世界の兵部は戦前から生きているわけでない様子。

### 「REVERS」の世界
「REVERS」の世界と本来の世界の違いは性別のみで、全員が性別反転しているが、B.A.B.E.L.もP.A.N.D.L.A.も存在する（ただし、皆本や賢木に対する反応からこの2名は存在していない可能性がある）。
「REVERS」
さらに別の並行世界の主人公ポジションの3人組。「ザ・チルドレン」の3人組の性別反転版のため全員男子。元の世界に帰れるのか試すため伊号を起動した際「KAREN」のいる世界に現れた。
明石カオル
Level.7の念動力者（サイコキノ）。3人のリーダー格。
初めて薫を見たとき、10歳の薫が20歳の自分の写真を見て（自分とは知らずに）言ったように「乳がでかいだけで頭の悪そうな女」と言った。
野上アオイ
Level.7の瞬間移動者（テレポーター）。葵と同じく3人の中では一番賢い。
初めて葵を見た印象は、10歳の葵が20歳の自分の写真を見て（自分とは知らずに）言った感想と同じく「色気のない貧乳メガネ」（口に出してはいないが、カオルの反応を見て感づいた葵に言われ否定していない）。
三宮ショウ
Level.7の接触感応力者（サイコメトラー）。紫穂と同じく黒い面がある。
初めて紫穂を見た印象は、10歳の紫穂が20歳の自分の写真を見て（自分とは知らずに）言った感想と同じく「底意地の悪そうな女」（口に出してはいないが、カオルの反応を見て感づいた紫穂に言われ否定していない）。
P.A.N.D.L.A.
兵部京子
「REVERS」の世界の兵部。「KAREN」の世界の兵部京子と同名であるが、全く別の立ち位置（というか本編通りの立場）にあたる。

## ゲストキャラクター

### 漫画版ゲストキャラクター
『GS美神 極楽大作戦!!』の登場キャラクター
『GS美神』のアニメ版DVDの発売を記念した1ページ漫画（1巻巻末に収録）に登場。アニメでのゲストキャラクターと違い、似たキャラクターではなく本人たち。
美神
アニメ『GS美神』を知っている薫や、セクハラをする横島や薫にと、ツッコミ役に徹している。
横島
薫とともにセクハラ発言をし、美神に「兄妹かなんかか、お前らは!」を蹴り飛ばされる。
おキヌ
美神や横島を気にせず、宣伝をする。
『一番湯のカナタ』の登場キャラクター
『さぷりめんと』に登場。休載後のカラー掲載が、かつて起きた嫌な現象を思い起こさせたために、亡霊となって登場した。
織田信長
単行本表紙の四コマに登場。絵は『MISTERジパング』でのものとなっている。信長の登場はこれのみだが、信長のネタは多く、『さぷりめんと』で兵部が信長の唄を口ずさんでいたり、単行本26巻付属のドラマCDの題材にもなっている。
『ハヤテのごとく!』の登場キャラクター
ネタがカブって畑がネタを書き直すという事態が起きたため、皆本が三千院家に謝罪しに行っている。

### アニメ版ゲストキャラクター
『ハヤテのごとく!』の登場キャラクター
第9話・第18話本編、第26話冒頭、第33話・第51話本編に登場。
前番組『ハヤテのごとく!』のアニメ製作会社及び主要スタッフが本作品とほぼ同じであるが故に実現した出演である。この内ハヤテ・ナギ・タマ・美希・理沙は同番組の声優つながりのネタでセリフがある。
さらにハヤテとナギについては、偶然とはいえサンデー連載当時の高尾山のハイキングエピソードがハヤテのごとく!の原作と被ってしまい、かつ（こちらも偶然だが）同じオチを考えていた同作品の原作者畑健二郎が作者にこのオチを先にやられてしまったため、シナリオ変更を余儀なくさせてしまった ことを謝罪する形で、単行本13巻の4コマ漫画にも登場している 。また、原作でハヤテが女装させられた時の名前である「ハーマイオニー」を、子供状態の皆本に女装させようとした時に登場させている。
綾崎ハヤテ
声 - 白石涼子
三千院ナギ
声 - 釘宮理恵
タマ
声 - 小杉十郎太
花菱美希
声 - 中尾衣里
朝風理沙
声 - 浅野真澄
桂ヒナギク
声 - 伊藤静
春風千桜
可憐Girl's
第40話本編に登場。主題歌を歌っていた可憐Girl's本人が声を担当している。タクシーに乗っているシーンに登場し、歌唱曲の歌詞の一部を交えたセリフを話していた。
『GS美神 極楽大作戦!!』のキャラクターに似たキャラクター
椎名高志の漫画作品『GS美神 極楽大作戦!!』内のキャラクターや関係物が、アニメ版ではゲーム画面やぬいぐるみといった形で随所に出てくる。ただし外見がそっくりなだけで、作品同士のリンクはない。犬塚シロは第37話に下着屋の店員として登場。横島忠夫、タイガー寅吉の子供姿は第45話、見鬼くんは最終話に登場した。また、横島忠夫とルシオラに似たキャラクターが観覧車にいるシーンもある。

## オリジナルキャラクター

### アニメ版オリジナルキャラクター
- テレビアニメ『絶対可憐チルドレン』のオリジナルキャラクターのうちB.A.B.E.L.の関係者は、B.A.B.E.L.#アニメ版オリジナルキャラクターを参照。
- テレビアニメ『THE UNLIMITED 兵部京介』のオリジナルキャラクターは、絶対可憐チルドレン (アニメ)#主人公とアニメオリジナル登場人物を参照。

ピロシキスキー大佐
ロビエトでの会議を失敗させようとするスパイ。語尾に「ウォッカ」「ピロシキ」「マトリョーシカ」などを付ける。DVD付録の小冊子ではバルカン人をモデルにした事が明かされている。

### 小説版オリジナルキャラクター
威河 弘徽（たけかわ こうき）
バベルの技術顧問として未来予知、セキュリティなどのシステムを構築した優秀なシステムエンジニアにして、特務エスパーの現場運用主任も務めていた人物。現在は退職して民間の超能力研究所（タケカワ・ラボ）を開いている。名前は竹河と弘徽殿女御に由来。
現在のバベルの特務活動を支えている、大人数の予知能力者による高精度未来予知システムの開発者。バベル所属時代は2人の特務エスパーを指揮していたが、皮肉にも彼が開発した予知システムが元となって当時の特務エスパーたちは過酷な労働を強いられることとなり、彼が指揮していた2人も過労による任務中の事故で命を落としてしまう。このことが彼の心に深い影を落とすこととなり、極端なエスパー保護思想を持つようになった。作中では落葉の稀有な能力を利用し、一般社会から離れたエスパーの特別自治区の設立を目的としたサイキック・テロを実行する。
落葉の育ての親であり、彼女が唯一信頼し慕う人物。計画の中枢を担う彼女の能力を大幅に増幅させるべく、不特定多数のエスパーとの精神感応による接続を可能とする装置「MEDUSAシステム」を開発した。落葉のことは自らの目的の為に利用しつつも、我が子同然に愛情を注ぎ大切に想っている。
MEDUSAシステムの接続対象とする為低超度エスパーを次々と誘拐し、捜査の為ザ・ハウンドとともにラボを訪れた皆本を拉致。彼にサイキック・テロを手段とした自らの理想を語るも否定され、落葉に命じ彼の洗脳を図るも、駆け付けたチルドレンによって阻止される。その後落葉の能力でバベルを襲撃、桐壷たちを人質に取りバベルのメインコンピューターを乗っ取ることでMEDUSAシステムの力をさらに強大なものとしたが、皆本たちと合流したリバティーベルズの活躍により誘拐したエスパーたちが解放され、システムの能力が失われる。計画の失敗を悟ると同時に皆本にブラスターを手渡し、エスパーの将来を預かることの重みを諭した。
直後、政府関係者に銃撃された落葉を庇い重傷を負うも、一命を取り留めた。逮捕後も獄中からエスパーの人権保護を訴え続けており、彼の支持者は急速に増えつつある。
落葉（おちば）
チルドレンよりも更に年下で感情の乏しい少女。超度6の精神感応能力者であり、極めて微弱だが気流操作に特化した念動能力も持つ。名前は落葉の宮に由来。
その高い能力を恐れた両親から育児放棄されるが、自分を恐れる両親の心を精神感応で自らのことのように理解できた為に、両親を恨むことすらできず孤独の中で生きていた。自分を拾い育ててくれた威河を非常に慕っており、彼の望みを叶えることを生き甲斐としている。普段は一切言葉を喋らず、精神感応による思念波のみでコミュニケーションを取る。
精神感応で繋がった相手の能力を自分の能力に上乗せできる、稀有な合成能力を持つ。本来は多数の相手と繋がると、思念波のノイズの為に脳が焼き切れるほどの負荷を負ってしまうが、MEDUSAシステムのバックアップを受けたことで無制限での接続が可能となる。そのことで本来微弱であった念動能力が超度7以上にまで引き上げられており、その威力はブースト状態のチルドレンとほぼ互角。また、MEDUSAシステムの影響なのか、能力の応用技術も非常に高くなっており、薫と交戦した際には解禁状態の彼女を圧倒するほどの戦闘力を発揮した。
性格はとても穏やかで心優しく、敵として交戦していた薫が空中から落下した際は咄嗟に能力で助けるといった行動も見せた。また、誘拐された皆本との心の触れ合いを通じ、彼に対しても信頼を寄せ始める。
しかし、威河の計画始動後は彼に従い、サイキック・テロの実行者となる。本来の能力である精神感応により、エスパーと普通人を引き離そうとする威河の計画の問題点も、自分を救おうとする皆本の想いも全て理解していたが、最終的には自分にとって唯一大切な存在である威河に従う道を選んだ。皆本たちがパンドラとの共闘を経てバベル本部に乗り込んだ際には彼らの前に立ちはだかり、一度は完全解禁したチルドレンすら退けるものの、リバティーベルズの活躍によりMEDUSAシステムの機能が停止したことにより戦闘不能となる。その後皆本に説得され、共に威河を救うべく彼の許へと向かう。無事彼と再会するも、直後に銃撃された彼の姿を目にして初めて自分の声で彼の名を呼んだ。
最後は、威河が事前に仕掛けてあった都市破壊の竜巻を止めに向かったチルドレンを援護すべく、MEDUSAシステムのバックアップがない状態で合成能力を使用、脳に多大な負荷を受け全ての能力を失う。事件終結後は遠方の祖父母に引き取られることになり、チルドレンや皆本に見送られて旅立っていった。

### ゲーム版オリジナルキャラクター
ドリー
声 - 小清水亜美
催眠能力（ヒュプノ）をベースにした合成能力者。超能力研究で遅れを取るエゲレスで初の超度7を期待されるエスパー。10歳。幼い頃に両親を失ったが、超能力を見出されてカークランド財団に引き取られた。超能力を失ったら財団を追い出されるのではないかと恐れている。
原作者である椎名高志がゲームのタイトルでもある第4のチルドレンとしてデザインしたキャラクターである。
アニメではパンドラが豪華客船を襲撃したとき、救出されたエスパーの一人として最終話にてゲスト出演している。
レナルド・ハント
カークランド財団の一員でドリーの保護者。ドリーを超能力の研究と能力開発においては一歩先んじている日本のバベルで訓練させ、超度7にするために来日した。鼻持ちならない性格で、バベルの皆からは好かれていない。原作における須磨と同様、皆本の名前を毎回間違える。ドリーは彼を信頼しているが、彼はドリーを超能力研究の道具としてしか見ていない。
ソフィア・カークランド
世界中から恵まれない子供を引き取っているエゲレスの慈善団体・カークランド財団の管理者の一人。ドリー、レナルドと共に来日。由緒正しき家柄の女性で、レナルドは彼女に頭が上がらない。

### ドラマCD版オリジナルキャラクター
ジャニス・ウッドストック
声 - 雪野五月
コメリカから日本にやってきた、念動能力（サイコキノ）と催眠能力（ヒュプノ）の複合能力者。楽器の音色に乗せて催眠攻撃を仕掛ける。彼女の攻撃を受けた者は人格を60年代ヒッピーのような性格に強制的に変えられ、ラブ＆ピース（愛と平和）な歌を歌い踊るようになってしまう。名前はジャニス・ジョップリンとウッドストックから。
嵐山 由岐（あらしやま ゆき）
声 - 雪野五月
六条小学校の薫達のクラスに特別講師としてやってきた、京都の名家出身の女性。少し前までコメリカのヘーベード大学に留学していた。着物姿で語尾に「ありんす」がつく。
ステファノ・パラシオス
声 - 咲野俊介
見た目は40代だが、身体を弄って若さを保っている普通人の科学者。大戦中は第3帝国で、当時日本軍にいた兵部も参加した超能力軍事研究を行っていた。終戦後は研究を続けつつ、カリブの軍事国家グルティナ共和国に所属。研究の最終段階にあたり、完成に協力させるべく皆本と賢木を拉致した。真性のサディスト。
実験体602号
研究成果をもとにして、兵部の細胞からパラシオスが作った人造人間。姿は兵部そっくりだが、知性がない為「まるでけだもの」。

## 『さぷりめんと 描き下ろし』の登場人物
本編とは、設定の違う人物のみ記載。
ザ・チルドレン
皆本光一・賢木修二・兵部京介の三人による特務エスパーのチーム。担当主任は、野上葵。
野上 葵
ザ・チルドレン現場運用主任。
3人のうち皆本だけをえこひいきしている。実は主任でありながらテレポーター という原作には無い設定を持つ。
賢木 修二
精神感応能力者（サイコメトラー）
皆本だけ贔屓されていることに妬いている。
兵部 京介
念動能力者（サイコキノ）
本編の兵部とは違い、一歩引いた大人な態度を見せるが、皆本だけ贔屓されていることにストレスを感じている。
皆本 光一
お勉強できる子
ザ・チルドレン唯一のノーマル。自分が戦力にならないことを重く受け取っている。
パンドラ
描き下ろしでは、紫穂の発言によるパンドラの表記のみ。
明石 薫
パンドラ幹部。
三宮 紫穂
「下品な男はいらない」と言い処罰を与えるなど冷酷な面を持つ。優秀なリーダーであり、武力制圧すらもはや古いと考えている。その有能ぶりに（普段本編では兵部が遊んでいることが多いため）真木は涙していた。